# Păun (okręg Jassy)
Păun – wieś w Rumunii, w okręgu Jassy, w gminie Bârnova. W 2011 roku liczyła 1276 mieszkańców.